# Canaveses
Canaveses is een plaats (freguesia) in de Portugese gemeente Valpaços en telt 303 inwoners (2001).